# Hylaeus paulus
Hylaeus paulus är en biart som beskrevs av John Colburn Bridwell 1919. Den ingår i släktet citronbin och familjen korttungebin. Inga underarter finns listade i Catalogue of Life.

## Beskrivning
Arten har svart grundfärg. Honan kan ha små, blekgula fläckar nedanför ögonen. Hanens blekgula ansiktsmask liknar den hos slankcitronbiets, det vill säga förutom de ganska korta sidofläckarna är även clypeus (munskölden) blekgul.  Nedre delen av pannan är oftast vit. Arten är mycket liten, med en kroppslängd på 4 till 5 mm.

## Utbredning
Utbredningsområdet är svårbestämt, på grund av att arten tidigare förväxlats med den nära släktingen slankcitronbi. Enligt IUCN lever arten i Europa, där den främst lever i östra delen, även om utbredningen går så långt västerut som från Belgien. Vidare när den från Tyskland och Schweiz i väster till Ryssland i öster, och från Österrike och Ungern i söder till Finland i norr. Arten härstammar från Sibirien (Primorje kraj), och har utanför Europa även påträffats i Mongoliet och Japan.
I Finland, där den är rödlistad som nära hotad ("NT"), har arten bara påträffats en gång, en hane som observerades den 23 juni 2004 i Backaviken i Ingå kommun i landskapet Nyland, väster om Helsingfors.
I Sverige saknas arten helt.

## Ekologi
Hylaeus paulus är polylektisk, den besöker blommor från många olika familjer. Arten är solitär, den har inga kaster (drottning, drönare och arbetare), utan honan svarar själv helt för uppfödningen av avkomman. Hon bygger boceller i stjälkar av buskar och kraftigare örter. Arten söker sig gärna till soluppvärmda platser.